# Léo Condé
Leonardo Rodrigues Condé (Piau, 21 de abril de 1978) é um treinador de futebol brasileiro. Atualmente comanda o Ceará.

## Carreira
Nascido em Piau, Condé mudou para Juiz de Fora com cinco anos de idade e começou sua carreira de treinador nas categorias de base do Tupi.

### América Mineiro
Em seguida trabalhou nos juniores e profissionais do América Mineiro, de 2001 a 2006.

### Atlético Mineiro
Logo depois se transferiu para o Atlético Mineiro, onde trabalhou nas categorias de base de 2006 a 2009, retornando ao Tupi em março de 2009 para treinar a equipe profissional, permanecendo até junho de 2010, foi quando se transferiu para o Ipatinga.

### Tupi
Condé retornou ao Tupi em 2011 e permaneceu na equipe até maio, quando acertou com o Villa Nova para a Série D.

### Nova Iguaçu
No fim de 2011, assinou contrato com o Nova Iguaçu para a disputa do Campeonato Carioca, onde fez boa campanha e conquistou o Torneio Edílson Silva e venceu também a Copa Rio de profissionais, no segundo semestre, classificando o clube para disputar pela primeira vez na sua história uma competição nacional.

### Caldense
Se apresentou no dia 9 de outubro de 2013 como treinador da Caldense, pra disputa do Campeonato Mineiro de 2014. Ficou durante quatro meses, e em abril desse ano acertou novamente seu retorno ao Tupi Football Club.

### Tupi
No dia 29 de novembro de 2014 a diretoria do Tupi anuncia o término da terceira passagem do treinador pela equipe do galo carijó.

### Caldense
Voltou a treinar a Caldense na disputa do Campeonato Mineiro de 2015, onde fez uma campanha brilhante pelo time do Sul de Minas, ficando com o vice-campeonato daquele ano perdendo apenas para o Atlético-MG na final.

### Sampaio Corrêa
Após o destaque, foi contratado pelo Sampaio Corrêa para a disputa do Campeonato Brasileiro da Série B de 2015. Naquele ano, o clube alcançou a sua melhor campanha na Segundona. Em 4 de dezembro de 2015, Condé não acertou sua permanência no Sampaio Corrêa para 2016. Ele comandou o clube maranhense em 37 jogos, sendo 14 vitórias, 13 empates e 10 derrotas — 49,5% de aproveitamento.

### Bragantino
Em dezembro de 2015, o Bragantino anunciou um acordo com Léo Condé para comandar o time na temporada 2016. 

### Goiás
No dia 9 de junho de 2016, acertou com Goiás para a sequência da Série B. O técnico foi demitido no dia 3 de setembro, após uma derrota para o Brasil de Pelotas.

### Botafogo-SP

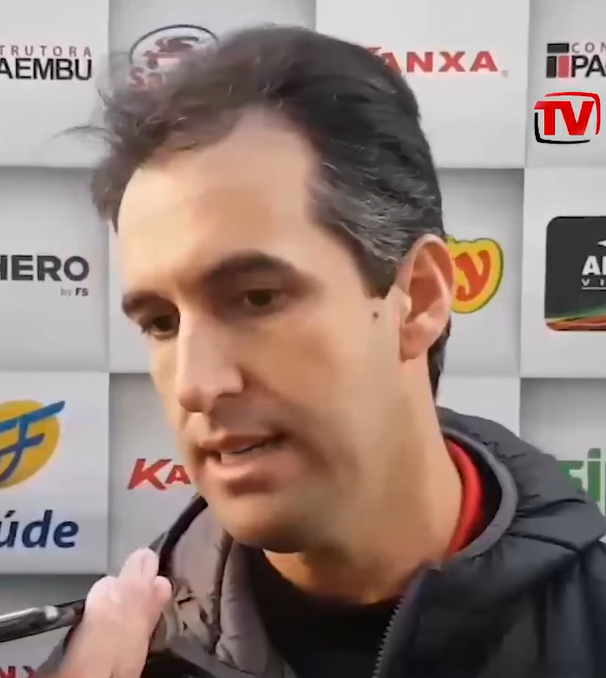
Léo Condé em 2018

Dirigiu o Botafogo-SP, que sob seu comando, conseguiu o acesso à Série B do Brasileiro, em 2018, e também levou o time às quartas de final do Paulista no mesmo ano. No total foram 43 jogos, com 16 vitórias, 13 empates e 14 derrotas, com aproveitamento foi de 47,2%. Em 2020, foi eleito melhor técnico do Botafogo-SP da década, onde ficou no cargo por 16 meses, de novembro de 2017 a fevereiro de 2019.

### Novorizontino
Entre janeiro de 2021 e fevereiro de 2022, pouco mais de 370 dias, dirigiu o Novorizontino. Após um péssimo início no Paulistão de 2022, com quatro derrotas e um empate, ele acabou demitido. Conseguiu levar o time da Série C à Série B e venceu o Troféu do Interior pelo Aurinegro. Teve um retrospecto de 22 vitórias, 8 empates e 13 derrotas em 43 jogos e o aproveitamento foi de 57%.

### Sampaio Corrêa
Em março de 2022, o retorno de Léo Condé ao Sampaio Corrêa foi confirmado, sendo sua terceira passagem pelo clube. Pelo clube, terminou a Série B de 2022 em quinto lugar, atrás, apenas, de Grêmio, Cruzeiro, Vasco e Bahia.

### Vitória
Em fevereiro de 2023 chegou ao Vitória, onde conquistou a Série B (divisão de acesso), no mesmo ano de sua chegada ao clube. 
Em maio de 2024, Léo foi demitido do Vitória devido a resultados ruins na Série A, com apenas 5 rodadas pelo campeonato. Pelo Vitória, Léo Condé realizou 73 jogos e venceu 36 deles. Ganhou a Série B, juntamente trazendo o acesso a elite do futebol brasileiro, e também conquistou o Campeonato Baiano de 2024.

### Ceará
Em 27 de junho de 2024, foi contratado pelo Ceará para comandar o clube na Série B, onde conquistou o acesso para Série A 2025.

## Títulos
Nova Iguaçu
- Copa Rio: 2012

Caldense
- Campeonato Mineiro do Interior: 2015

CRB
- Campeonato Alagoano: 2017

Sampaio Corrêa
- Campeonato Maranhense: 2020 e 2022

Novorizontino
- Campeonato Paulista do Interior: 2021

Vitória
- Campeonato Brasileiro - Série B: 2023
- Campeonato Baiano: 2024

Ceará
- Campeonato Cearense: 2025

### Prêmios individuais
- Melhor Treinador do Campeonato Mineiro: 2015[17]
- Melhor Treinador do Campeonato Baiano: 2024[18]